# Judyty (Varmia y Masuria)
Judyty [pronunciación en polaco: /juˈdɨtɨ/] (en alemán: Juditten) es un pueblo en el distrito administrativo de Gmina Sępopol, dentro del Distrito de Bartoszyce, Voivodato de Varmia y Masuria, en el norte de Polonia, cercano a la frontera con el Óblast de Kaliningrado de Rusia. Se encuentra aproximadamente 9 kilómetros al noroeste de Sępopol, 10 kilómetros al noreste de Bartoszyce, y 65 kilómetros al noreste de la capital regional, Olsztyn.
Hasta 1945 el área era parte de Alemania (Prusia Oriental).

## Residentes notables
- Eberhard von Kuenheim (en) (nacido en 1928), director industrial.